# Union sportive Annemasse Ambilly Gaillard Football Club
 (janvier 2023).
Si vous disposez d'ouvrages ou d'articles de référence ou si vous connaissez des sites web de qualité traitant du thème abordé ici, merci de compléter l'article en donnant les références utiles à sa vérifiabilité et en les liant à la section « Notes et références ».
L'Union sportive d'Annemasse Ambilly Gaillard est un club de football fondé en 1909 dans la ville d'Annemasse en Haute-Savoie.

## Historique
Le club joue très rapidement les premiers rôles dans les compétitions régionales, puisqu'il remporte le championnat des Alpes organisé par l'Union des sociétés françaises de sports athlétiques en 1914, se voyant ainsi qualifié pour la phase finale du championnat de France où il est éliminé dès le premier tour préliminaire par le FC Lyon (champion du Lyonnais) 6 buts à 2.

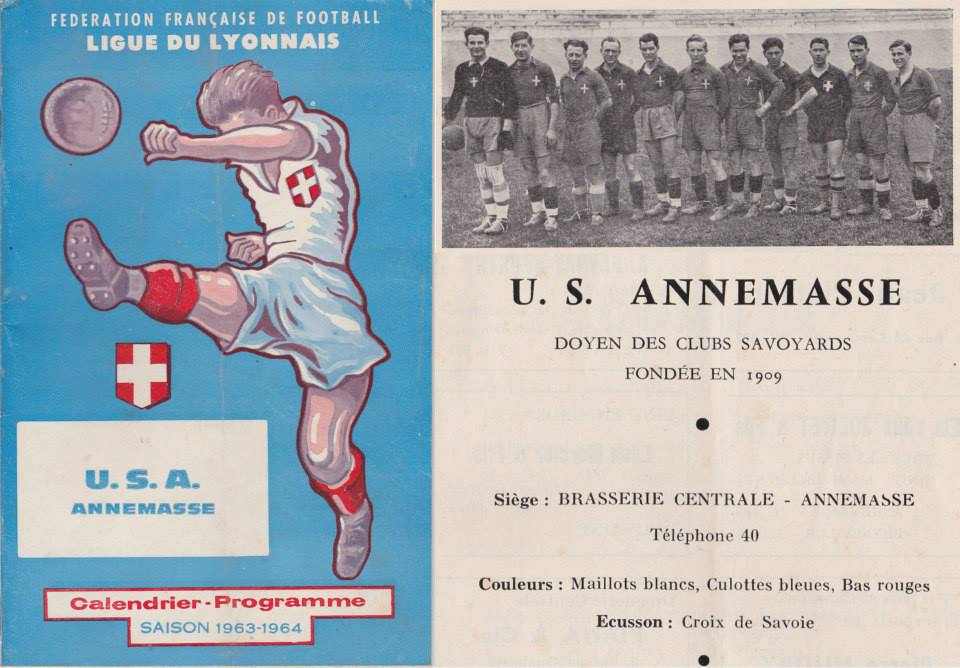
US Annemasse (les "Croix de Savoie"), doyen des clubs de football savoyards, fondé en 1909.

Le club va par la suite participer au championnat de division d'Honneur organisé par la ligue du Lyonnais, dont il va longtemps être un pilier, remportant le championnat à plusieurs reprises, à l'époque où la division d'Honneur était le plus haut niveau du football français, avant l'autorisation du professionnalisme et la création des divisions professionnelles nationales en 1932. L'USA va continuer de jouer les premiers rôles au plus haut niveau régional jusqu'aux années 1950, mais n'accède jamais au championnat de France amateur, créé en 1948 pour opposer les clubs amateurs champions de leurs compétitions régionales respectives. En effet à partir de ce moment, Annemasse jouera certes chaque saison le haut de tableau de DH mais ne gagnera aucun titre en treize saisons à ce niveau. 
À partir du milieu des années 1950, l'US Annemasse va connaître un passage à vide, jusqu'à un retour dans l'élite amateur dans les années 1980. En 1983, elle remporte son neuvième championnat de division d'honneur et se voit promue dans le championnat de division 4. Elle réussit à accéder à trois reprises au championnat de division 3 sans toutefois parvenir à se maintenir à ce niveau. Ensuite, l'USA va s'effondrer en subissant 6 relégations en 10 saisons jusqu'à cesser  toute activité pendant deux ans (en ce qui concerne l'équipe première) et repartir en 4e division du district de Haute-Savoie en 2006. L'USA se reconstruit et gagne toutes les divisions du district avant d'être promu en Promotion d'excellence en 2010.
En 2017, le club est promu en Régional 3 et connaît un changement institutionnel. À la suite du dépôt de bilan de l'Évian Thonon Gaillard, la section du centre de formation de l'ETG basée à Gaillard, dans la banlieue d'Annemasse, fusionne avec l'US Annemasse. Le club est alors renommé Union sportive Annemasse Gaillard et devient le premier club du département en nombre de licenciés.
En 2019 une équipe senior féminine voit le jour[réf. nécessaire].
En 2021 le club fusionne avec FJ Ambilly[Qui ?] et devient l'union sportive d'Annemasse Ambilly Gaillard.
Lors de la saison 2021-2022 l'équipe première de l'USAAG redescend en départemental 1.
En 2022 le développement du football féminin continue au sein du club avec la création d'une équipe U18 et U15[réf. nécessaire].
Pour la saison 2024-2025, après 4 saisons en Départemental 1, le doyen Savoyard est promu en Régional 3.

## Palmarès
- Championnat de France de l'Union des Sociétés Françaises de Sports Athlétiques :
  - Champion des Alpes : 1914

- Championnat de France de division 4 :
  - Vainqueur de groupe (2) : 1988 (groupe E), 1991 (groupe E)
  - Deuxième de groupe : 1985 (groupe F)

- Division d'honneur :
  - Champion (9) : 1922, 1924, 1926, 1930, 1931, 1936, 1939, 1945, 1983,
  - Vice-champion : 1943, 1946, 1953, 1954, 1955, 1981

- Bilan au niveau national :
  - 6 saisons au 3e niveau (2 en CFA (1935-1948), 4 en division 3)
  - 8 saisons au 4e niveau (7 en division 4, 1 en National 2)
  - 1 saison au 5e niveau (en National 3)

## Entraîneurs

### Avant 2006
- 1977 - 1979 : Valér Németh
- 1979 - 1989 : Jacques Veggia

### Après 2006
Après deux ans d'inactivité, l'équipe sénior reprend la compétition en 2006.
| Nom                   | Période     |
| --------------------- | ----------- |
| Amdjadi Haidar        | 2006 - 2014 |
| Jean-François Lambert | 2014 - 2015 |
| Jean-Claude Duffour   | 2015 - 2019 |
| Mario Chedly          | 2019        |
| Karim Manser          | 2019-2020   |
| Steve Vilmiaire       | 2021        |

## Annexe